# Poznańskie Zakłady Naprawcze Taboru Kolejowego
Poznańskie Zakłady Naprawcze Taboru Kolejowego (w skrócie ZNTK Poznań) – przedsiębiorstwo z Poznania zajmujące się produkcją, modernizacjami i naprawami pojazdów szynowych i ich podzespołów oraz świadczące inne usługi z branży kolejowej. Jego początki sięgają 1870, kiedy uruchomiono pierwsze z trzech warsztatów kolejowych połączonych na przełomie lat 80. i 90. XIX w. w jeden zakład. W latach PRL funkcjonowały jako przedsiębiorstwo państwowe Zakłady Naprawcze Taboru Kolejowego w Poznaniu. W 1995 zostało przekształcone w spółkę akcyjną, a w 2005 przejęła je spółka Sigma. Od 2018 roku znajdują się w upadłości.

## Historia

### Geneza i początki działalności (1870–1920)
Historia zakładów sięga 1870, kiedy to Towarzystwo Kolei Marchijsko-Poznańskiej uruchomiło pierwsze warsztaty kolejowe. W 1872 i 1873 Towarzystwo Kolei Górnośląskiej uruchomiło kolejne warsztaty naprawiające tabor należącej do niego Kolei Poznańsko-Bydgosko-Toruńskiej, a w 1875 następne warsztaty otworzyło Towarzystwo Kolei Poznańsko-Kluczborskiej. W żadnym z tych zakładów nie wykonywano napraw głównych, a po wybudowaniu w 1879 centralnego dworca kolejowego dla wszystkich linii zbiegających się w Poznaniu warsztaty te znalazły się na jego bezpośrednim zapleczu.
W 1885 wszystkie linie zbiegające się w mieście przeszły pod państwowy zarząd Królestwa Pruskiego, a niedługo potem poznańskie warsztaty kolejowe połączono organizacyjnie ze sobą i przekształcono w warsztaty główne, podlegające od 1895 Dyrekcji Kolei we Wrocławiu, a następnie dyrekcji w Poznaniu. Nadano im nazwę Königlich-Preußische Eisenbahn-Hauptwerkstätte Posen (z niem. Królewskie Pruskie Kolejowe Warsztaty Główne Poznań).
W pierwszych latach po połączeniu zakładów rozpoczęto ich rozbudowę. W 1908 i 1913 miała miejsce najbardziej intensywna modernizacja wyposażenia technicznego. Wybudowano wówczas nowe hale napraw lokomotyw parowych i wagonów, kuźnię miedzi, kotłownię oraz warsztaty: blacharski, naprawy obrabiarek i szkolenia uczniów. Zakłady po rozbudowie wykonywały naprawy główne parowozów oraz wagonów osobowych i towarowych.

### Przejęcie przez PKP i okres II wojny światowej (1920–1945)
W 1920 zakłady zostały objęte przez Polskie Koleje Państwowe i przemianowane na PKP – Warsztaty Główne Parowozowo-Wagonowe w Poznaniu. Zajmowały one wówczas teren o powierzchni około 200 000 m², z czego na budynki przypadało około 50 000 m². Wyposażone były w 459 stanowisk naprawczych, wśród których były: 73 stanowiska do naprawy parowozów, 16 do tendrów parowozów, 118 do wagonów osobowych i towarowych krytych, 240 do wagonów towarowych otwartych i 12 stanowisk w lakierni. Zakłady nie specjalizowały się w naprawie kotłów parowozów, stąd zaczęto w tym celu organizować najpierw warsztat prowizoryczny, a w latach 1923–1924 zbudowano nową halę o powierzchni 6120 m² z 40 stanowiskami naprawczymi. W 1927 zakłady przyjęły nazwę PKP – Warsztaty Główne I klasy w Poznaniu, a rok później zakończono ich rozbudowę, podczas której wzniesiono hale o łącznej powierzchni 14 000 m².
Podczas II wojny światowej zakłady nosiły nazwę Reichsbahn-Ausbesserungswerk Posen i kontynuowały swą działalność przedwojenną. Załoga liczyła wówczas około 4000 osób, z których 90% stanowili Polacy. W 1944 wojska brytyjskie i amerykańskie zbombardowały zakłady, które zostały zniszczone w 40%. Całkowitemu zniszczeniu uległy hala napraw wagonów towarowych i stara hala napraw parowozów. Podczas odwrotu wojsk wroga skradziona została większość obrabiarek i inne urządzenia.

### Okres przedsiębiorstwa państwowego (1945–1995)

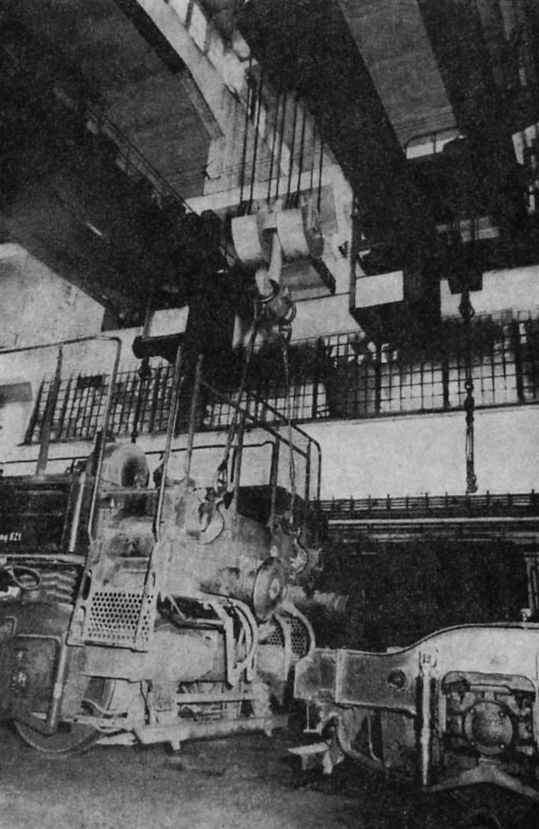
Naprawa taboru spalinowego w halach zakładu

12 lutego 1945 zakłady wznowiły działalność naprawczą taboru PKP pod przedwojenną nazwą, a przez kolejne dwa lata były odbudowywane. Zakłady funkcjonowały wówczas jako przedsiębiorstwo państwowe. W 1950 zmieniły nazwę na Warsztaty Mechaniczne Kolei Państwowych nr 12 w Poznaniu, a w 1951 na Zakłady Naprawcze Parowozów i Wagonów nr 12 w Poznaniu. W tym samym roku również zakończono naprawy wagonów towarowych, a w następnym rozpoczęto seryjną produkcję wąskotorowych lokomotyw spalinowych, dlatego nazwa uległa ponownej zmianie na Zakłady Naprawcze Taboru Kolejowego w Poznaniu (w skrócie ZNTK Poznań). W 1957 dokonano rozbudowy ZNTK, które zwiększyły zdolność naprawy pięciokrotnie względem okresu przedwojennego, a od 1961 zakłady były wiodącym ośrodkiem naprawczym taboru spalinowego. W 1966 naprawiono ostatni parowóz, a w 1968 zakończono naprawy spalinowozów o mocy poniżej 600 KM. Wówczas uruchomiono również produkcję kół i przekładni zębatych dla taboru spalinowego oraz części zamiennych do silników spalinowych lokomotyw produkcji węgierskiej, rumuńskiej i radzieckiej oraz węgierskich wagonów spalinowych używanych przez PKP. W latach 1970–1990 nazwę zakładu uzupełniano imieniem II Armii Wojska Polskiego. W 1980 zatrudnienie wynosiło ponad 4400 osób. W 1991 w ZNTK Poznań rozpoczęto budowę autobusów szynowych.

### Spółka akcyjna (od 1995)

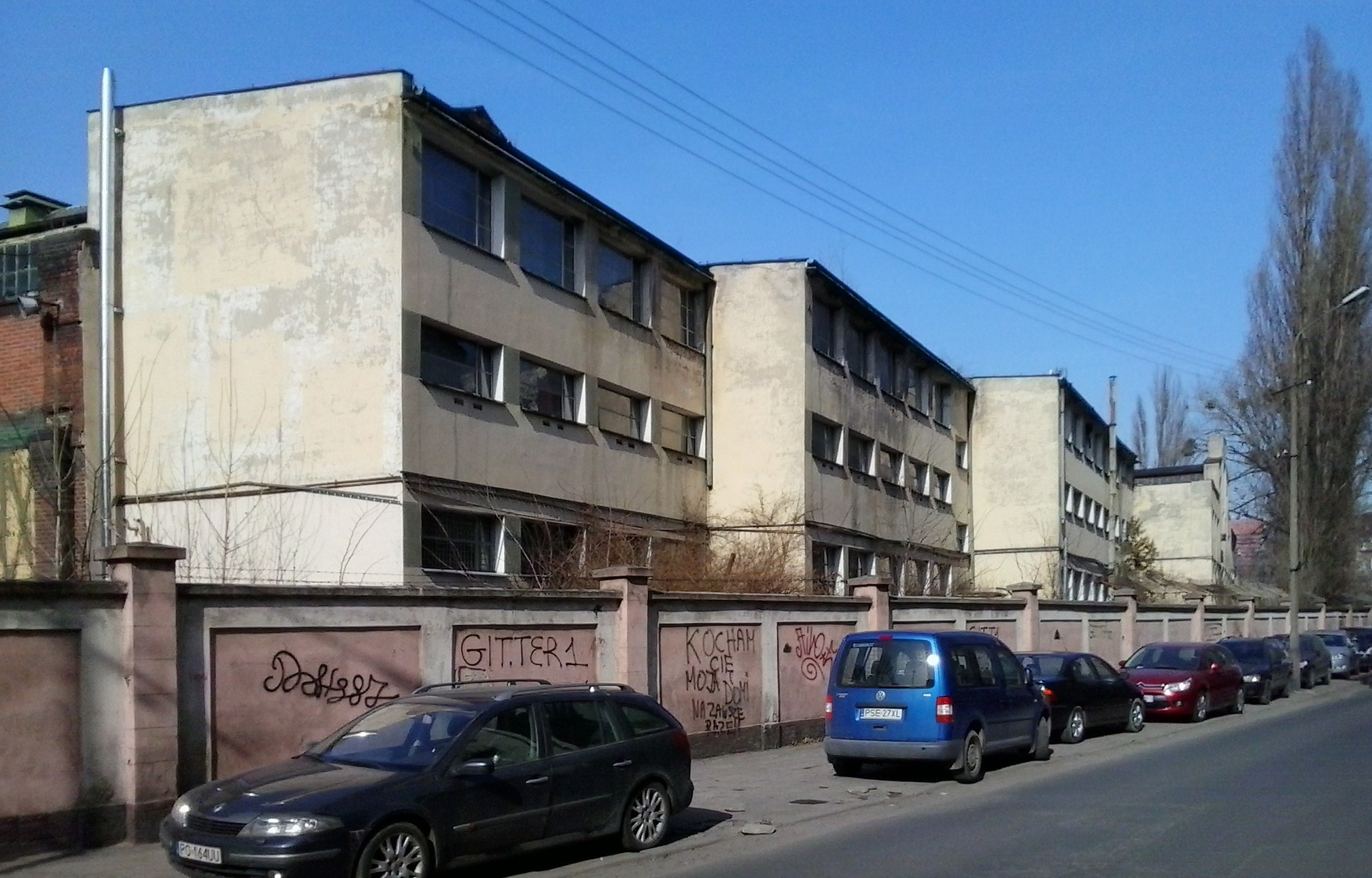
Budynki ZNTK Poznań przy ul. Roboczej

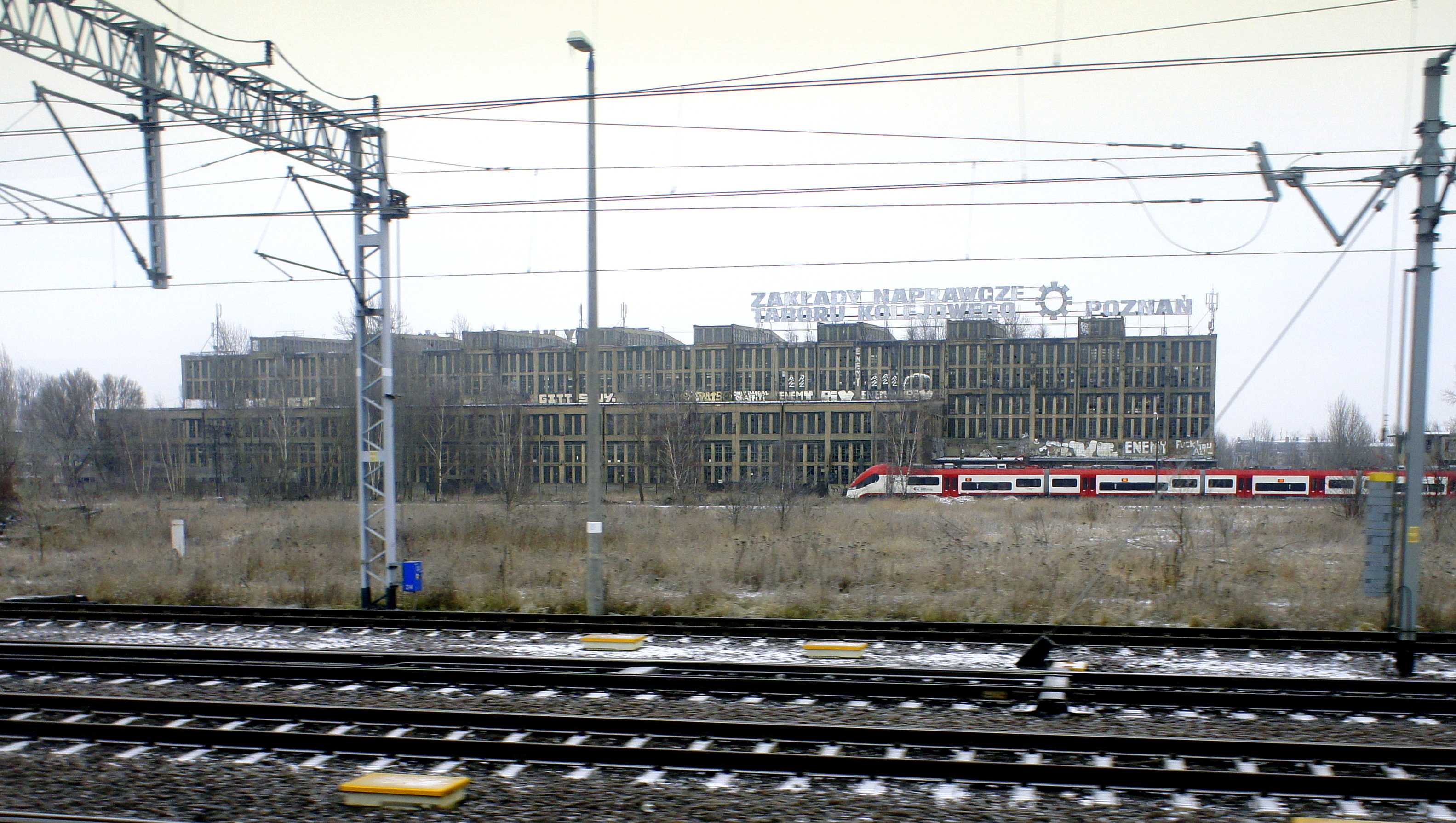
Opuszczona hala zakładu (2014)

1 lutego 1995 w wyniku przekształcenia przedsiębiorstwa państwowego ZNTK Poznań powstała jednoosobowa spółka akcyjna Skarbu Państwa o nazwie Poznańskie Zakłady Naprawcze Taboru Kolejowego.
Autobusy szynowe budowane przez spółkę były problematyczne w serwisowaniu, co w połączeniu z pogarszającą się sytuacją finansową przedsiębiorstwa doprowadziło je do bankructwa. W maju 2005 pracownicy, którzy ostatnie wynagrodzenie otrzymali za luty 2005, rozpoczęli akcję strajkową, co opóźniło dostawy produkowanych wówczas 2 pojazdów dla województwa lubuskiego i 2 dla podlaskiego. W połowie lipca 2005 władze spółki podpisały przedwstępną umowę sprzedaży 11% akcji lubińskiej spółce Sigma, która ponadto zakupiła 25% akcji należących do państwa, a następnie uzyskała pakiet większościowy i jeszcze w tym samym roku przejęła ZNTK. Mimo zmiany właściciela sytuacja przedsiębiorstwa nie uległa poprawie. W wyniku zaległości w wypłacaniu pensji pracownikom, zakłady utraciły możliwość startowania w przetargach, za to ich oferta została poszerzona o modernizacje używanych pojazdów szynowych oraz budowę lokomotyw. W grudniu 2005 ZNTK zaprezentowały projekt zmodernizowanej lokomotywy ET42M, która w przyszłości miała być wykonywana we współpracy z Zakładami Produkcji Elektrowozów z Tbilisi.
W 2009 ZNTK zatrudniały 400 osób. W lutym 2010 pracownicy nieotrzymujący wynagrodzenia ogłosili kolejny strajk. Przez następne dwa lata strajki powtarzały się i ostatecznie w maju 2012 byli pracownicy przedsiębiorstwa podpisali ugodę ze spółką i nie rozpoczęli procesów sądowych. Wiosną 2014 planowano ogłosić konkurs architektoniczno-urbanistyczny na zagospodarowanie terenu należącego do ZNTK. Ostatecznie tereny te zostały wystawione na sprzedaż w listopadzie tego roku, ale nie zmieniły one właściciela.
Sytuacja finansowa zakładów następnie pogarszała się. W 2017 roku doszło do umorzenia prowadzonej przeciwko nim przez komornika egzekucji z uwagi na ich niewypłacalność. 16 października 2018 roku sąd ogłosił upadłość ZNTK Poznań.

## Działalność

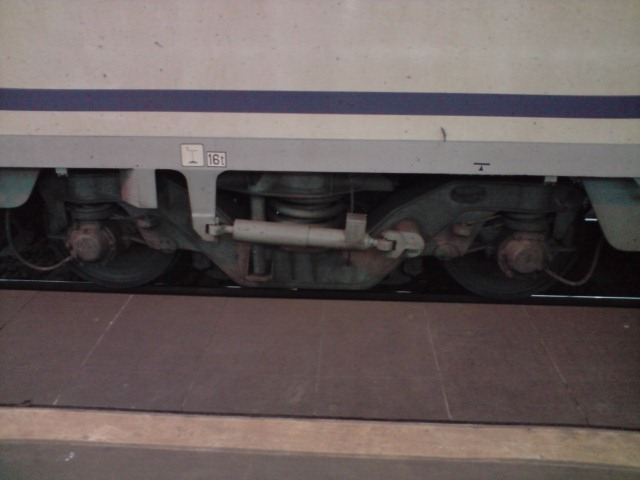
Wózek z rodziny 25AN

Oferta ZNTK Poznań w 2012 obejmowała:
- produkcję szynobusów z rodziny Regio Tramp[12],
- modernizacje lokomotyw serii SM42, ST43, ST44, SP32 i BR232[13],
- naprawy rewizyjne, główne i awaryjne lokomotyw serii wyżej wymienionych oraz SU45, SU46, SM48, 401Da, S200, EU07, ET22 i 182[14],
- produkcję i naprawy wózków tocznych z rodziny 25AN/S przeznaczonej do wagonów osobowych oraz 4RS/N, 6RS/N i 7RS/N dla wagonów towarowych[15][14], a także produkcję tarcz hamulcowych do tych wózków[16],
- produkcję elementów systemu samoczynnej zmiany rozstawu kół SUW 2000[17],
- naprawy zestawów kołowych i maszyn elektrycznych[14],
- obróbkę plastyczną[18] i mechaniczną[19],
- wynajem pomieszczeń biurowych, magazynowych i produkcyjnych[20].

### Zestawienie pojazdów

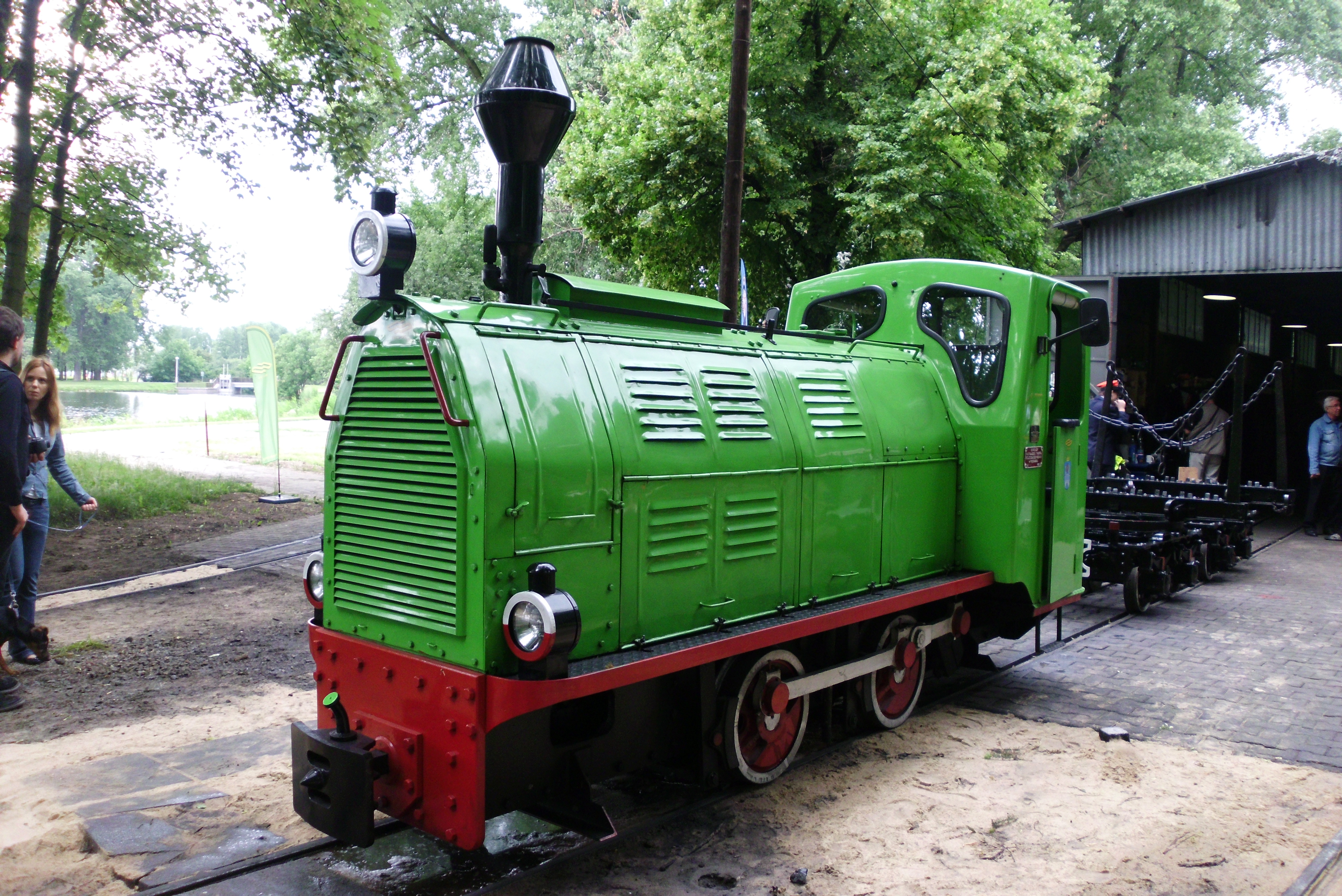
Wąskotorowa lokomotywa typu WLs40

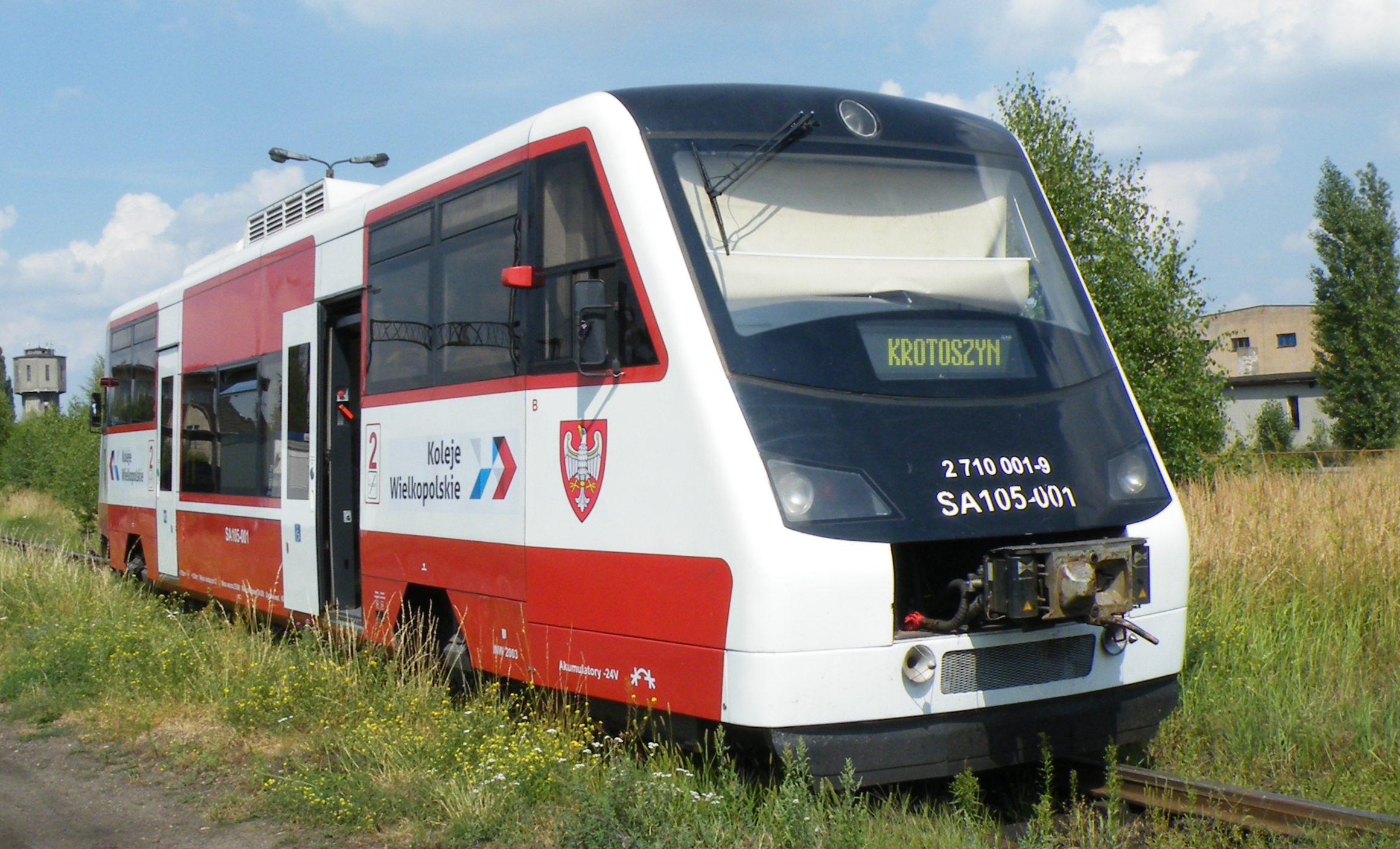
Przedstawiciel rodziny Regio Tramp

| Typ                | Seria               | Rodzaj pojazdu             | Lata produkcji | Liczba sztuk | Źródła        |
| ------------------ | ------------------- | -------------------------- | -------------- | ------------ | ------------- |
| WLs40              | Ld1                 | spalinowóz wąskotorowy     | 1952–1960      | 882          | [ 21 ]        |
| 2WLs40             | –                   | spalinowóz wąskotorowy     | 1954–1960      | 47           | [ 22 ]        |
| WLs50              | Ld1                 | spalinowóz wąskotorowy     | 1961–1975      | 1090         | [ 21 ]        |
| 2WLs50             | –                   | spalinowóz wąskotorowy     | 1964–1975      | 153          | [ 22 ]        |
| WLs75              | –                   | spalinowóz wąskotorowy     | 1965–1975      | 86           | [ 23 ]        |
| –                  | SR61                | spalinowy wagon pomiarowy  | 1985           | 1            | [ 24 ] [ 25 ] |
| 207M+207Mr         | SA101+SA121         | autobus szynowy            | 1991–1992      | 3            | [ 26 ]        |
| 207Ma+207Mra+207Mb | SA102A+SA111+SA102B | autobus szynowy            | 1993–1996      | 3            | [ 26 ]        |
| 213M               | SA105               | autobus szynowy            | 2002           | 2            | [ 27 ] [ 28 ] |
| 213Ma              | SA105               | autobus szynowy            | 2003–2005      | 5            | [ 27 ] [ 28 ] |
| 215M               | SA108               | autobus szynowy            | 2003–2007      | 10           | [ 27 ] [ 28 ] |
| DH1                | SN82                | wagon spalinowy            | 2009           | 1            | [ 29 ]        |
| DH2                | SN83                | spalinowy zespół trakcyjny | 2009           | 3            | [ 29 ]        |

## Nagrody i wyróżnienia
- 1999 – I nagroda w konkursie im. Ernesta Malinowskiego podczas targów Trako 1999 za wózek toczny typu 25ANa[30][31].
- 2007 – wyróżnienie w konkursie im. Ernesta Malinowskiego podczas targów Trako 2007 za wózek typu 6RS/N o zmiennym rozstawie 1435/1520 mm[32].